# Mulher de Verdade
Mulher de Verdade é um filme brasileiro, rodado em 1954, em preto e branco, dirigido por Alberto Cavalcanti. O longa marcou a estreia da cantora Inezita Barroso como atriz e por sua interpretação ela ganhou o Prêmio Governador do Estado como melhor atriz de 1954, produzido pela Cinematográfica Maristela.

## Enredo
Uma enfermeira se passa por solteira quando na verdade leva uma vida dupla e é casada com dois homens.

## Elenco
- Inezita Barroso - Amélia de Oliveira
- Colé - João da Silva (Bamba da Zona)
- Caco Velho - Tortúlio da Silveira (Mormaço)
- Rachel Martins - Vivi de Toledo Parma
- Nestório Lips - Lauro de Toledo Parma
- Adoniran Barbosa - Bacalhau
- Osmano Cardoso - Bigode
- Ivaná - Ela mesma
- Gessy Fonseca - Enfermeira
- Carla Neli - Gleides
- Mary Lino - Marlene Shirley da Silva Pinto
- Maria Aparecida Baxter
- Carlos Araújo
- Paulo Vanzolini
- Fábio Cardoso
- Dirce Pires